# Cromeleque dos Almendres
De Cromeleque dos Almendres is een steencirkel in Évora, Portugal. Het is de grootste steencirkel op het Iberisch schiereiland en een van de grootste in Europa. De steencirkel werd in 1966 ontdekt door Henrique Leonor Pina.
De Cromeleque dos Almendres is een dubbele steencirkel, bestaande uit een ronde en ovale cirkel. De steencirkel werd opgebouwd in het neolithicum en de bouw ging door tot in de kopertijd. Men neemt aan dat het bouwwerk een religieuze en ceremoniële betekenis had, er zijn aanwijzingen dat het gaat om een observatorium. Er zijn stenen georiënteerd op de richtingen van de equinox.
Er zijn enkele stenen aangetroffen met tekeningen (petroglief) en er zijn vier stenen met kleine ronde gaatjes (Cup marks). Monoliet 8 is op borsthoogte vlak gemaakt en bevat groeven waarmee astronomische observaties van de lente-equinox mogelijk waren door hier stenen op te plaatsen. De stenensoorten komen niet voor in de nabije omgeving en de stenen zijn in de loop der tijd vervormd door weersinvloeden.
Op 1400 meter afstand is een alleenstaande menhir aangetroffen. Deze menhir is ca. 4,5 meter hoog en heeft een diameter van 0,9 meter. Deze menhir wijst naar de richting van zonsopkomst tijdens de winterzonnewende.
In de omgeving van de Cromeleque dos Almendres is ook een anta aangetroffen, dit is een type hunebed.

## Afbeeldingen

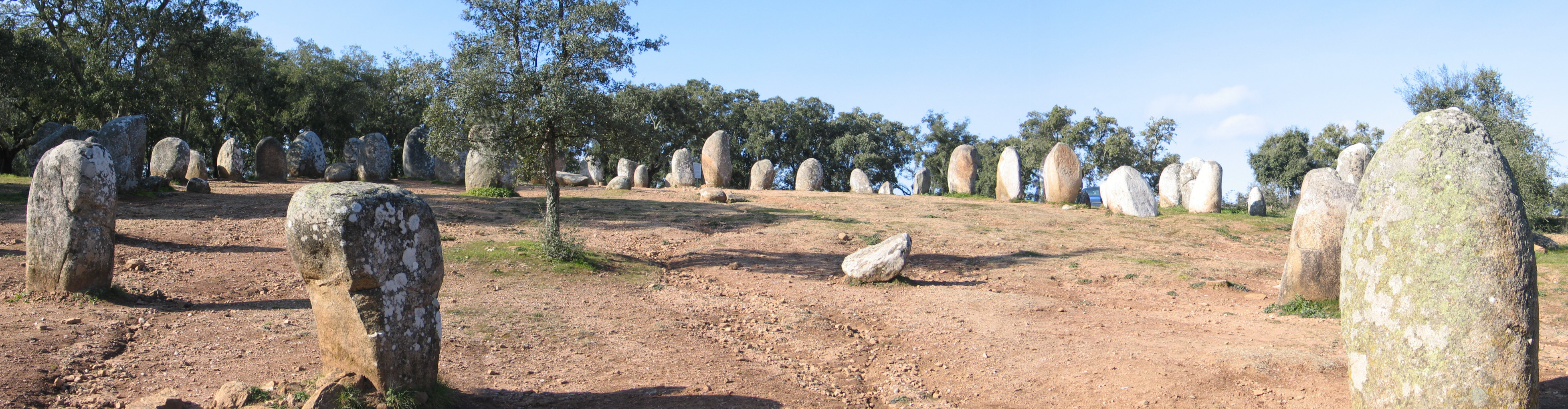

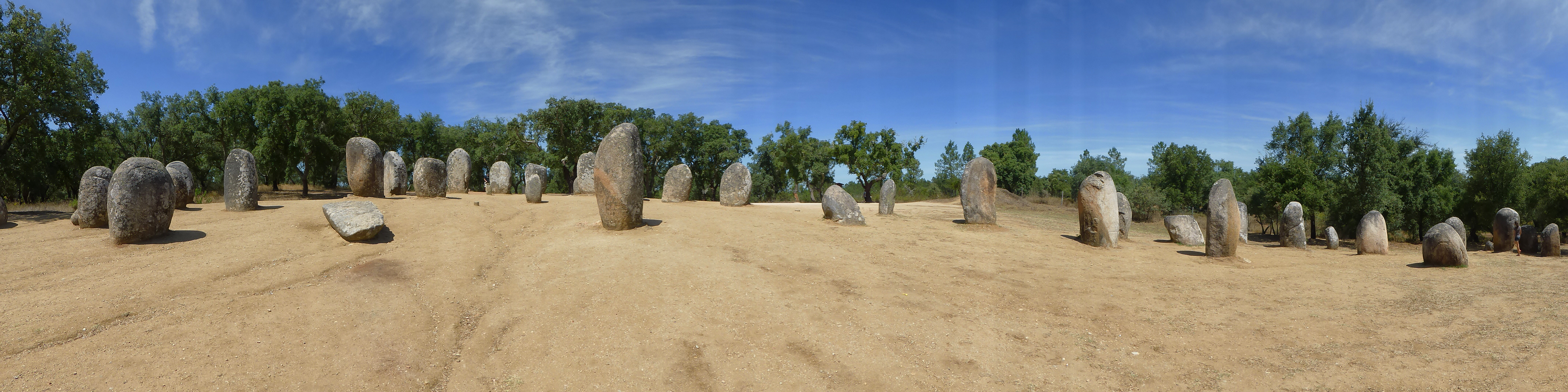

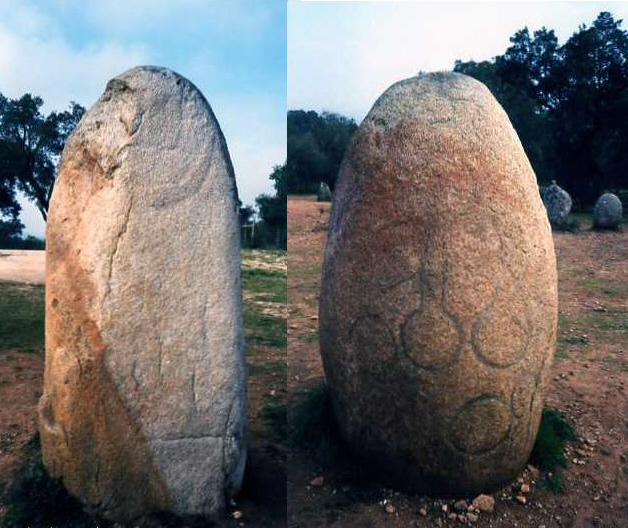
Bepaalde stenen met tekeningen
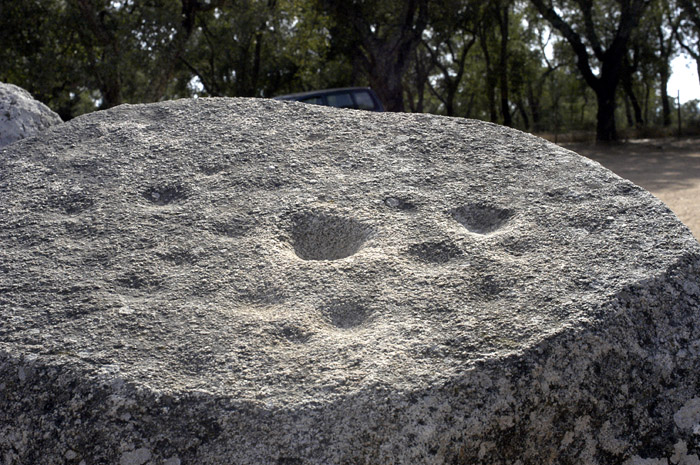
Monoliet 8
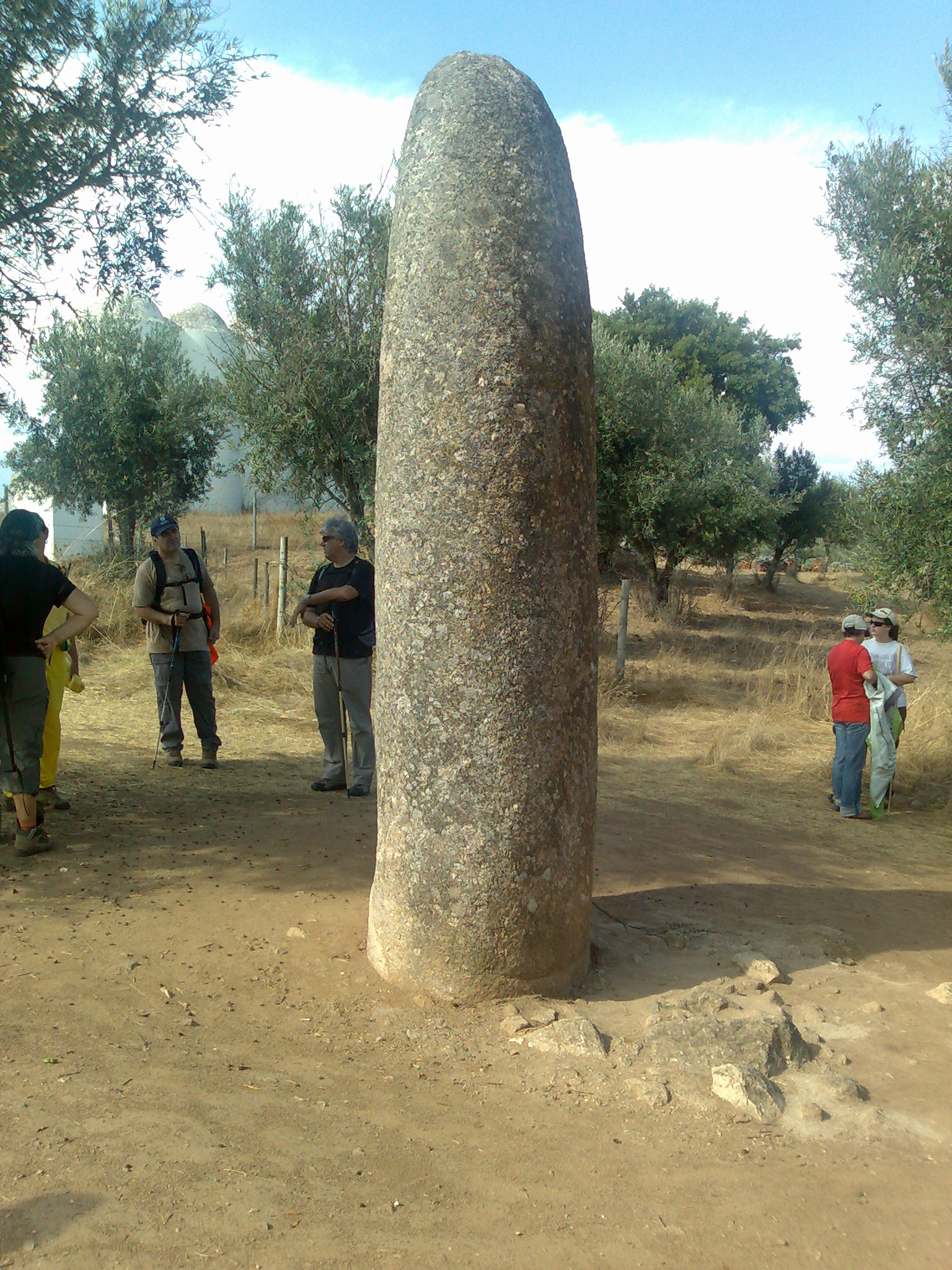
De alleenstaande menhir